# Hematoma

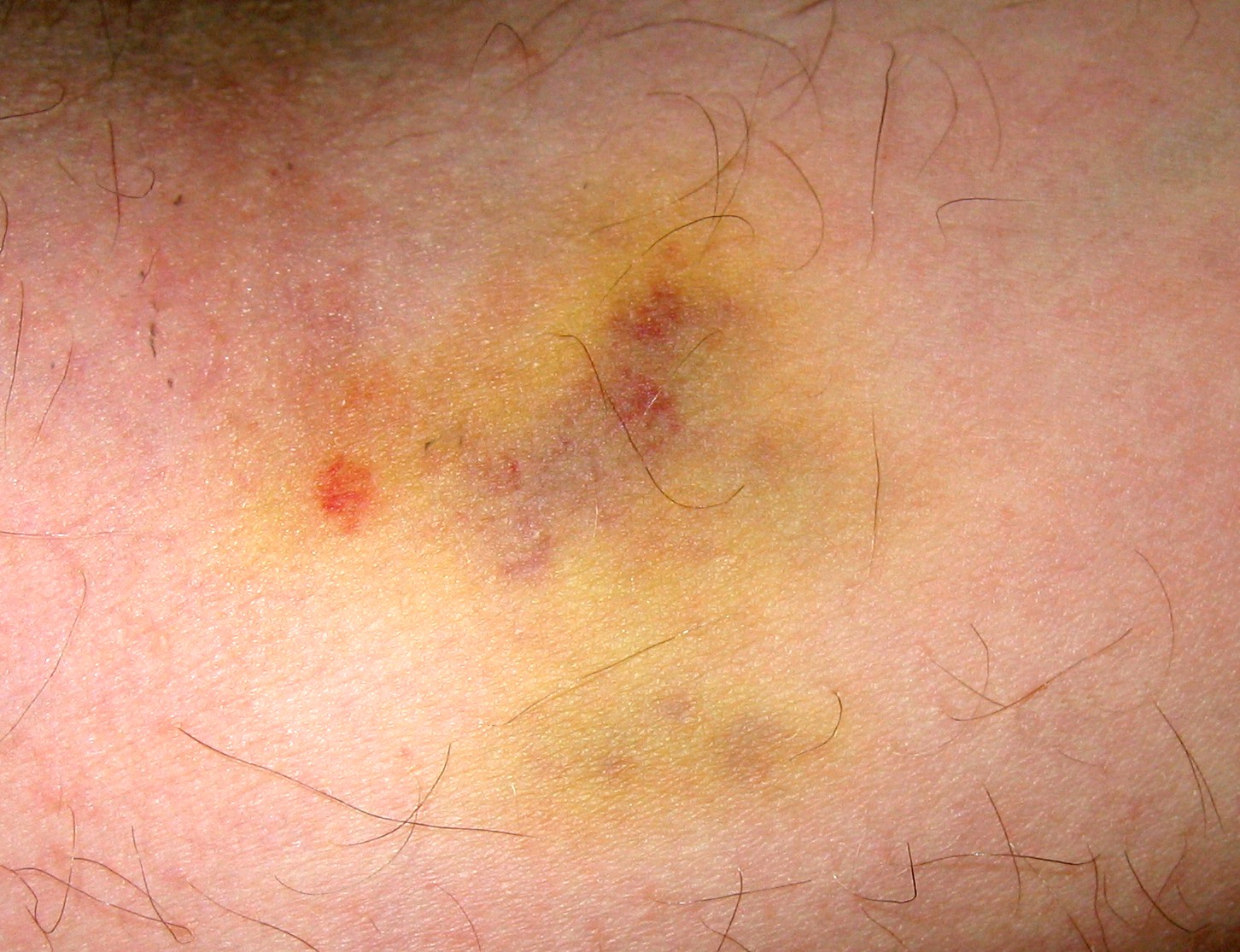
Hematoma resultante de injecção

Hematoma também conhecido como pisadura, nódoa negra, ou lívido quando se acumula debaixo da pele, define-se como uma coleção (ou seja acúmulo) de sangue num órgão ou tecido, geralmente bem localizado e que pode dever-se a traumatismo, alterações hematológicas ou outras causas. As variações de cor que apresenta quando extravasado a nível subcutâneo devem-se à metabolização da hemoglobina em biliverdina. Aquando da formação do hematoma este aparece avermelhado ou azulado devido à extravasão de sangue dos capilares para tecidos circundantes. Conforme o tempo passa os constituintes sanguíneos vão sendo absorvidos e transformados em outros compostos (biliverdina, e posteriormente bilirrubina) passando da cor vermelha a roxo, a amarelado.Os hematomas são parecidos com os "Galos" Que com o impacto do objeto com sua cabeça (ou outra parte do corpo) Os vasos sanguíneos estouram devido ao impacto. E pra onde vai esse sangue? Pra o osso duro embaixo ou a pele mole em cima? É lógico que vai para a pele. E assim criando o "galo" podendo ficar de várias cores.

## Sintomas
Os próximos sintomas são os mais comumente encontrados em hematomas subcutâneos:
- Dor,
- Rubor,
- Inchaço.

## Diagnóstico
Pode-se detectar através do exame clínico ou por meios imagiológicos (no caso de hematomas internos). Na maioria dos casos a situação reverte espontâneamente. Todavia, em casos de hematomas internos de grandes dimensões (por exemplo no cérebro - Hematoma subdural - ou abdômen) e/ou sintomáticos, pode ser necessário recorrer a drenagem cirúrgica. Em alguns casos os hematomas podem ser indicadores de hemorragia interna (Sinal de Grey-Turner, Sinal de Cullen) e devem ser imediatamente estudados.

## Tratamento
Normalmente os hematomas demoram de duas semanas a até um mês a serem metabolizados, dependendo dos cuidados que se teve imediatamente após a ocorrência da lesão, e, da extensão atingida. Usar gelo protegido nos primeiros momentos no local atingido ou tomar anti-inflamatório em casos mais graves pode ajudar à redução imediata do hematoma. Cremes com heparinoides permitem uma resolução mais rápida destes.